# Presidente da Comunidade de Estados Latino-Americanos e Caribenhos
O Presidente da Comunidade de Estados Latino-Americanos e Caribenhos é o representante máximo pro tempore da Comunidade de Estados Latino-Americanos e Caribenhos (CELAC). O cargo é exercido durante o período de um ano pelo chefe de Estado de um dos países membros. O cargo foi inaugurado pelo presidente chileno Sebastián Piñera, que exerceu-o de 2011 a 2013.

## Lista de Presidentes Pro Tempore
| Presidente pro tempore | Presidente pro tempore                                  | Foto                                                                                              | País                 | Partido                          | Início do mandato     | Fim do mandato        |
| ---------------------- | ------------------------------------------------------- | ------------------------------------------------------------------------------------------------- | -------------------- | -------------------------------- | --------------------- | --------------------- |
| 1                      | Sebastián Piñera Miguel Juan Sebastián Piñera Echenique |                                                                                                   | Chile                | Renovação Nacional               | 3 de Dezembro de 2011 | 28 de Janeiro de 2013 |
| 1                      | Sebastián Piñera Miguel Juan Sebastián Piñera Echenique | Presidente do Chile.                                                                              |                      |                                  |                       |                       |
| 2                      | Raúl Castro Raúl Modesto Castro Ruz                     |                                                                                                   | Cuba                 | Partido Comunista de Cuba        | 28 de Janeiro de 2013 | 28 de Janeiro de 2014 |
| 2                      | Raúl Castro Raúl Modesto Castro Ruz                     | Presidente de Cuba.                                                                               |                      |                                  |                       |                       |
| 3                      | Laura Chinchilla Laura Chinchilla Miranda               |                                                                                                   | Costa Rica           | Partido de Libertação Nacional   | 28 de Janeiro de 2014 | 8 de Maio de 2014     |
| 3                      | Laura Chinchilla Laura Chinchilla Miranda               | Presidente da Costa Rica. Deixou o cargo quando terminou seu mandato de Presidente da Costa Rica. |                      |                                  |                       |                       |
| 4                      | Luis Guillermo Solís Luis Guillermo Solís Rivera        |                                                                                                   | Costa Rica           | Ação Cidadã                      | 8 de Maio de 2014     | 28 de Janeiro de 2015 |
| 4                      | Luis Guillermo Solís Luis Guillermo Solís Rivera        | Presidente da Costa Rica.                                                                         |                      |                                  |                       |                       |
| 5                      | Rafael Correa Rafael Vicente Correa Delgado             |                                                                                                   | Equador              | Alianza País                     | 28 de Janeiro de 2015 | 28 de janeiro de 2016 |
| 5                      | Rafael Correa Rafael Vicente Correa Delgado             | Presidente do Equador.                                                                            |                      |                                  |                       |                       |
| 6                      | Danilo Medina Danilo Medina Sánchez                     |                                                                                                   | República Dominicana | Partido da Libertação Dominicana | 28 de Janeiro de 2016 | 26 de Janeiro de 2017 |
| 6                      | Danilo Medina Danilo Medina Sánchez                     | Presidente da República Dominicana.                                                               |                      |                                  |                       |                       |
| 7                      | Salvador Sánchez Cerén                                  |                                                                                                   | El Salvador          | FMLN                             | 26 de Janeiro de 2017 | presente              |
| 7                      | Salvador Sánchez Cerén                                  | Presidente de El Salvador.                                                                        |                      |                                  |                       |                       |